# Le congrès s'amuse (film, 1931)
Pour les articles homonymes, voir Le congrès s'amuse.
Pour plus de détails, voir Fiche technique et Distribution.
Le congrès s'amuse est un film français réalisé par Erik Charell et Jean Boyer, sorti en 1931 et tourné en même temps que des versions allemande (Der Kongress tanzt) et britannique (The Congress Dances), dans les studios de la UFA, à Berlin.
Le film met en scène le congrès de Vienne de 1815 et les enjeux diplomatiques de l’Europe de la Sainte-Alliance, après la chute de Napoléon.
La chanson « Das gibt’s nur einmal » (en version française : « Serait-ce un rêve ? ») sera reprise dans le film allemand Schtonk ! réalisé par Helmut Dietl en 1992 qui relate le fameux scandale des faux carnets d'Hitler, puis dans le film d'animation japonais d'Hayao Miyazaki Le vent se lève sorti en 2014.

## Synopsis
De 1814 à 1815, tous les dirigeants européens se réunissent à Vienne pour décider du remaniement de l’Europe. Le hasard va amener une charmante cousette à attirer l’attention du tsar Alexandre Ier et elle aura la chance de valser dans les bras du séduisant souverain. Mais tout ne se passe pas aussi agréablement au congrès, notamment pour le prince de Metternich qui ne rencontre pas l’adhésion espérée à ses projets.

## Fiche technique
- Titre : Le congrès s'amuse
- Réalisation : Jean Boyer et Erik Charell
- Scénario : Norbert Falk, Robert Liebmann. Dialogue et couplets français de Jean Boyer
- Musique : Werner R. Heymann
- Direction de la photographie : Carl Hoffmann
- Son : Fritz Thiery
- Décors : Robert Herlth, Walter Röhrig
- Pays de production : Allemagne  République de Weimar,  France
- Sociétés de production : ACE (Alliance Cinématographique Européenne, France), UFA (Universum-Film AG, Allemagne  République de Weimar)
- Producteur : Erich Pommer
- Format : noir et blanc — 1.37:1 — son monophonique — 35 mm
- Genre : comédie dramatique, film musical
- Durée : 102 min
- Date de sortie : 
  - France : 30 octobre 1931

## Distribution[2]
- Ernst Stahl-Nachbaur : Napoléon
- Lilian Harvey : Christel Weinzinger
- Henry Garat : l'empereur Alexandre Ier de Russie
- Armand Bernard : Bibikoff
- Pierre Magnier : le prince de Metternich
- Robert Arnoux : Pepi, le secrétaire de Metternich
- Lil Dagover : la comtesse
- Jean Dax : Talleyrand
- Odette Talazac : la princesse
- Sinoel : le ministre des Finances
- Olivier ou Paul Ollivier : le maire
- Tarquini d'Or : le chansonnier

## Autour du film
- Produit par Erich Pommer, ce film a été tourné en trois versions dans les studios de la UFA à Berlin.
- La musique, les ballets, les chants, les dialogues, tout concourt à donner l'impression d'un spectacle total. Par ses pointes critiques, contre les méthodes despotiques de Metternich, la servilité des Viennoises et des Viennois, la cruauté des sentences judiciaires, la brutalité du tsarisme et l'ésotérisme inquiétant de l'art d'avant-garde russe (un extrait des danses pololovtsiennes du Prince Igor), et surtout dans une brève séquence illustrant le retour de l'île d'Elbe de Napoléon au son de la Marseillaise, le film fait preuve, au-delà de la vivacité et de la bonne humeur générale, d'une intelligence critique totalement absente des remakes autrichiens et allemands d'après-guerre.
- L'un des scénaristes, Robert Liebmann, a été assassiné à Auschwitz en 1942[3].